# Красна Горка (Кіриський район)
Красна Горка (рос. Красная Горка) — присілок у Кіриському районі Ленінградської області Російської Федерації.
Населення становить 5 осіб. Належить до муніципального утворення Будогощенське міське поселення.

## Історія
Згідно із законом від 1 вересня 2004 року № 49-оз органом  місцевого самоврядування є Будогощенське міське поселення.

## Населення
| 1997 | 2002 | 2007 | 2010 | 2017 |
| ---- | ---- | ---- | ---- | ---- |
| 3    | ↗4   | ↘3   | ↗4   | ↗5   |